# Gymnoscelis occidentalis
Gymnoscelis occidentalis är en fjärilsart som beskrevs av Claude Herbulot 1988. Gymnoscelis occidentalis ingår i släktet Gymnoscelis och familjen mätare. Inga underarter finns listade i Catalogue of Life.